# Марикостиново
Марико́стиново (болг. Марикостиново) — село в Благоєвградській області Болгарії. Входить до складу общини Петрич.

## Населення
За даними перепису населення 2011 року у селі проживали 1283 особи.
Національний склад населення села:
| Національність   | Кількість осіб | Відсоток |
| ---------------- | -------------- | -------- |
| болгари          | 1231           | 99,0%    |
| цигани           | 4              | 0,3%     |
| турки            | 0              | 0%       |
| інша             | 6              | 0,5%     |
| не визначились   | 3              | 0,2%     |
| Всього відповіли | 1244           |          |

Розподіл населення за віком у 2011 році:
Динаміка населення: